# Nancy Martel
Pour les articles homonymes, voir Martel.
Nancy Martel est une actrice française née le 30 janvier 1858 à Saint-Denis de La Réunion et morte le 30 juillet 1928 à Bonneville, en Haute-Savoie.

## Théâtre[2]
Nancy Martel est pensionnaire de la Comédie-Française (1888-1902).
- 1865 : Une amie, comédie en 1 acte et en vers, par Émile Bergerat
- 1885 : Célimène, comédie en 1 acte, par Louis Legendre (d)
- 1887 : Le Marquis Papillon de Maurice Boniface
- 1892 : Arlequin poli par l'amour (1892), La Fée
- 1892 : La Gageure imprévue, (Mme de Clairville)
- 1892 : Les Trois Sultanes de Charles-Simon Favart, Elmire